# Dactylanthera fournieri
Dactylanthera fournieri là một loài thực vật có hoa trong họ Lan. Loài này được (E.Royer) J.M.H.Shaw mô tả khoa học đầu tiên năm 2005.